# Mali Slatnik
Mali Slatnik este o localitate din comuna Novo mesto, Slovenia, cu o populație de 236 de locuitori.